# كيليترا
كيليترا هي منطقة  إيرلندية حديثة في ما يعرف الآن بمقاطعة لندنديري الجنوبية ، أيرلندا الشمالية . كانت كيليترا جنبًا إلى جنب مع المقاطعات القديمة في كلاندونيل ، وجلينكونكين ، وتوملاغ ، تتألف من باروني لوغينشولين السابق ، مع وصول Killetra من بلدة Magherafelt الحالية إلى نهر Ballinderry .
نتيجة للغابات الكثيفة التي كانت تغطي Killetra و Glenconkeyne كلاهما شكل الجزء الأكثر صعوبة في الوصول إلى أولستر بالكامل.